# Michelle Garza Cervera
Alicia Michelle Garza Cervera (Ciutat de Mèxic, 29 de setembre de 1987) és una directora de cinema i guionista mexicana.

## Trajectòria
Michelle Garza Cervera és diplomada del Centro de Capacitación Cinematográfica de la Ciutat de Mèxic.Garza va obtenir la beca Chevening per a cursar el mestratge en Direcció de Cinema en Goldsmiths, de la Universitat de Londres, al Regne Unit.
Els seus curtmetratges han estat seleccionats en més de 100 festivals internacionals de cinema, com Fantastic Fest, el Festival de Cinema Fantàstic de Sitges, el Festival de Cinema de l'Havana, entre d'altres.Garza també va dirigir tres episodis de la sèrie Marea alta, que es va estrenar al setembre de 2020 per la plataforma de streaming Vix+.
En 2022, Garza Cervera va presentar la seva opera prima, Huesera, un film d'horror corporal. La pel·lícula conta la història d'una dona que, després de quedar embarassada és atacada per una entitat sinistra.
Al març de 2023, l'Institut Sundance va anunciar a Michelle Garza com a recipient de la cinquena generació de la beca Momentum, que ofereix suport a cineastes de grups subrepresentats.

## Reconeixements
Huesera es va estrenar al Festival Internacional de Cinema de Tribeca, a Nova York, EUA, on la directora va obtenir el guardó a Millor Nova Direcció Narrativa i el Premi Nora Ephron, que reconeix a realitzadores amb una veu única.
Al LV Festival Internacional de Cinema Fantàstic de Catalunya Huesera va obtenir el premi a Millor Pel·lícula Iberoamericana, mentre que Michelle Garza es va emportar el premi Citizen Kane a directora revelació.Garza Cervera també va obtenir en 2022 el premi a Millor Direcció en el Festival Internacional de Cinema Fantàstic Feratum, on Huesera es va alçar amb el Premi del Público i la Torre Feratum al Millor Llargmetratge de Terror de la Secció Iberamérica.
En la 20 edició del Festival Internacional de Cinema de Morelia, Huesera va obtenir el Premi del Público a Llargmetratge Mexicà de Ficció.
Huesera va guanyar també la millor pel·lícula de la secció Crazies del festival de cinema de Torino, aconseguint 35 premis en el seu pas per festivals.
Per a la 65 edició dels Premis Ariel 2023, la cinematografa va ser nominada com a millor directora. i tenia un total de 17 nominacions. Finalment va guanyar el premi a la millor opera prima, al millor guió original, al millor maquillatge i als millors efectes especials.